# Maria Rodziewiczówna
Maria Rodziewiczówna (connue aussi sous les pseudonymes "Žmogus", "Mario", "Weryho"), née le 2 février 1863 à Pieniuha (pl) dans le Gouvernement de Grodno et morte le 6 novembre 1944  à Skierniewice, est une écrivaine polonaise.

## Biographie
Elle aborde dans son œuvre l'impact civilisationnel de la culture polonaise dans les confins orientaux du pays, la religiosité, le patriotisme, la tradition et le culte de la nature.

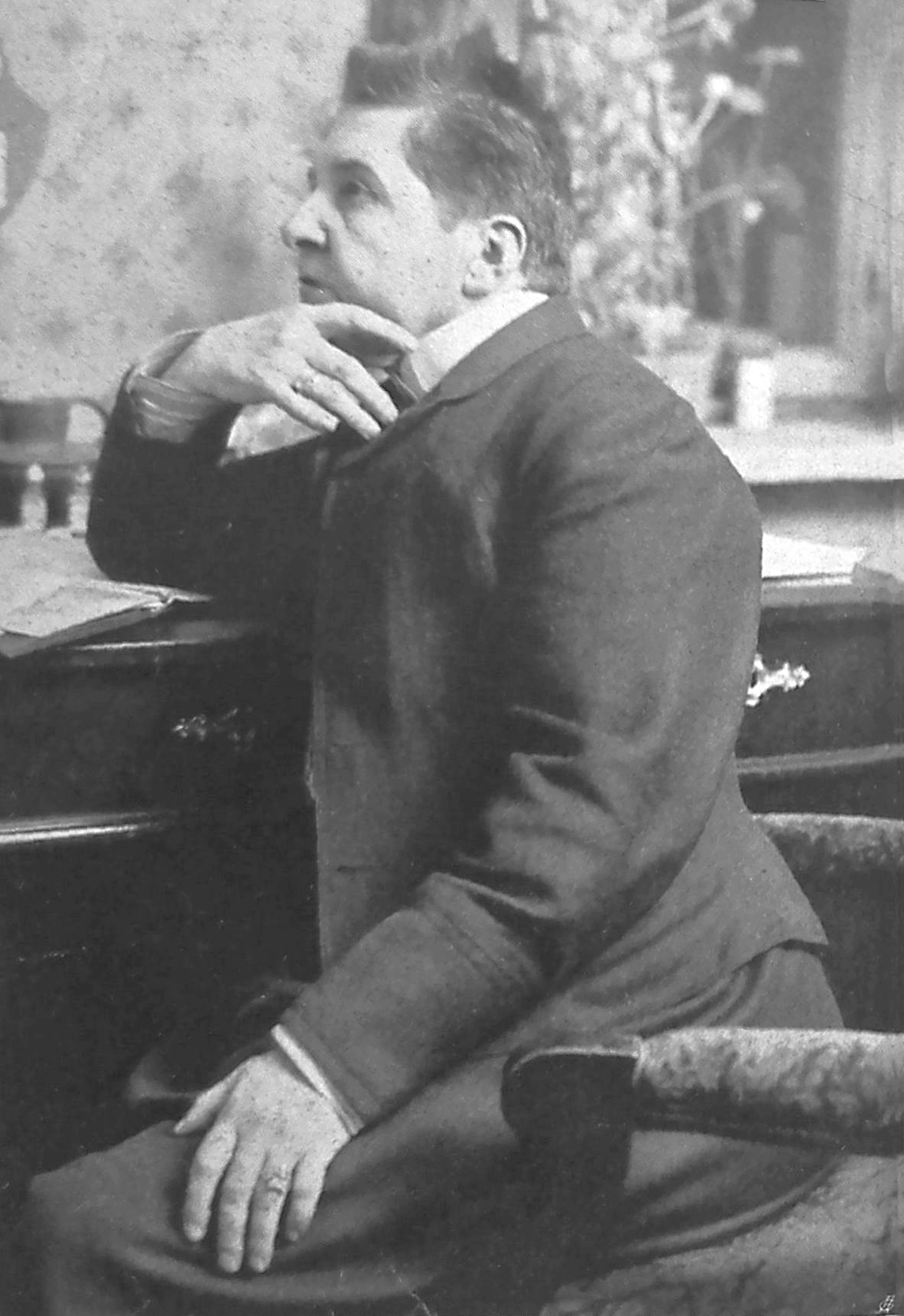
Maria Rodziewiczówna (1911)

## Récompenses
- Ordre Polonia Restituta